# Ristiina
Ristiina – dawna gmina w Finlandii, położona w południowo-wschodniej części państwa, należąca do regionu Sawonia Południowa. 1 stycznia 2013 roku została włączona do gminy Mikkeli.
W momencie fuzji gminę zamieszkiwały 4793 osoby.